# 信州大学教育学部附属松本中学校
信州大学教育学部附属松本中学校（しんしゅうだいがくきょういくがくぶ ふぞくまつもとちゅうがっこう 英語: Matsumoto Junior High School Attached to the Faculty of Education of Shinshu University）は、長野県松本市桐一丁目にある国立中学校。
信州大学教育学部附属松本小学校が隣接する。
一学年四クラスあり、入学者数の半分は附属小学校から。一般の公立学校と同様に、教育基本法および学校教育法に基づいて、本生徒の教育を行うほか、附属学校として、教育実習　教育研究　現職教育　の三つを行っている。

## 経営方針
- 生徒一人一人の人間性を高めるとともに、素質や才能を最大限に伸ばす。
- 創造的な活動をめざし、高め合い・練り合い・響き合いのある向学の精神に満ちた風格なる学校をつくる。
- 教師の力量や職能を磨き合い、教師としての資質を高める。
- 父母や地域、関係諸機関との連携を強くする。
- 人権教育の日常的実践に努め、人権感覚の育成を図る

## 概要
- 1947年4月　長野師範学校女子部松本附属中学校として開学。
- 1949年　信州大学長野師範学校松本附属中学校と改称。応援歌完成。
- 1951年　信州大学教育学部附属松本中学校と改称。
- 1958年　道元の「三心」を教育の願いにと学校目標の検討を行う。
- 1966年　女子の制服を採用（完全実施1972年度）
- 1970年　新校舎へ移転、旧校舎解体される。信州大学教育学部附属松本小学校の南側に移転、鉄筋造へ建替えた。
- 1976年　開校30周年記念式典挙行。「灯をかかげる女」（笹村草家人 作）像建立。第１回附中祭「古き礎に新しき力を」をテーマに開催。
- 1979年　校旗完成。
- 1991年　学校目標「たくましく心豊かな地球市民」制定。
- 2006年　D棟完成。
- 2011年　ユネスコ・スクール認定。
- 2025年　附中祭50周年(予定)。

## 学校目標
- たくましく心豊かな地球市民　自主・創造・愛他　清純・克己・母校愛

## 三心の教え
- 「三心」(喜心・老心・大心)とは、道元の著である『典座教訓』の中にあるもので、学校教育の根底にあるものとして大切にされている。また、中庭の名称にもなり、碑も建てられている。

## 校章
- 開校にともなって校章を制定することになり、各学級から数点ずつ原案が出され、1947年9月17日の全校自治会で、国花である桜の花の中に「中」の字を入れた桜を図案化した校章となった。

## 生徒活動
主な生徒活動としては、生徒会活動（地球市民活動・委員会活動・音楽活動）と部活動及び教科として実施しているが生徒主体となって活動する総合活動がある。

### 生徒会
生徒会長をはじめとする三役を主体とする本部、各委員会から出た議案を審議、決定する代議員会と　保健委員会　ボランティア委員会　ベルマーク委員会　環境整備委員会　附中祭実行委員会　応援委員会　園芸委員会　会誌委員会　放送委員会　清掃美化委員会　新聞委員会　体育委員会　学芸委員会　図書委員会　校風委員会　の15の委員会で成り立っている。

### 部活動
バスケットボール(男子・女子) 　バレーボール(女子) 　サッカー　水泳　陸上　演劇　英語　美術　合唱　吹奏楽

## ユネスコスクール
2011年にユネスコ・スクールに認定された。ユネスコスクールとしての活動は地域貢献活動など。

## 制服
- 信州大学繊維学部が学生服メーカーのトンボと共同で次世代型ジェンダーレス素材のミラクルニットを開発したこともあり今後制服の改編が行われる可能性は高い。[1]
- 男子　
  - 冬服は標準的な学生服上下である。
  - 夏服はカッターシャツ、スラックスである。
- 女子　
  - 冬服はブレザー、ブラウス、吊りスカートである。
  - 夏服はブラウス、吊りスカートである。

## 最寄駅
- 東日本旅客鉄道篠ノ井線：松本駅
- 東日本旅客鉄道大糸線：北松本駅
- アルピコ交通バス浅間線・北部循環線・北市内線等：元原町

## 著名な出身者
- 田中康夫 - 元長野県知事、前衆議院議員（第一代サッカー部部長）
- 熊井明子 - ポプリ研究家・エッセイスト
- 大澤真幸 - 社会学者、元京都大学教授
- 菅広文 - お笑い芸人、ロザンのボケ担当（ただし１年時に大阪教育大学附属天王寺中学校に転校）
- 江崎史子 - 柔道家